# Punch Brothers
Punch Brothers est un groupe américain composé de Chris Thile (mandoline), Gabe Witcher (fiddle/violon), Noam Pikelny (banjo), Chris Eldridge (guitare), et Paul Kowert (contrebasse). 
Leur style a été décrit comme de « l'instrumentation bluegrass et spontanée dans des structures de musique classique moderne » autant que de « la musique de chambre country-classique ».

## Membres

### Membres actuels
- Chris Thile – mandoline, chant, mandole, bouzouki
- Gabe Witcher – fiddle, chant, percussions
- Noam Pikelny – banjo, chant, National steel-bodied guitar
- Chris Eldridge – guitare, chant
- Paul Kowert – contrebasse, chant

### Anciens membres
- Bryan Sutton – guitare, chant (2006–2007)
- Greg Garrison – contrebasse, chant (2006–2008)

## Discographie
| Titre                    | Date de sortie   | Label            |
| ------------------------ | ---------------- | ---------------- |
| Punch                    | 26 février 2008  | Nonesuch Records |
| Antifogmatic             | 15 juin 2010     | Nonesuch Records |
| Who's Feeling Young Now? | 14 février 2012  | Nonesuch Records |
| Ahoy! EP                 | 13 novembre 2012 | Nonesuch Records |
| The Phosphorescent Blues | 27 janvier 2015  | Nonesuch Records |
| The Wireless EP          | 20 novembre 2015 | Nonesuch Records |
| All Ashore               | 20 juillet 2018  | Nonesuch Records |